# Det norske Hedningsamfunn

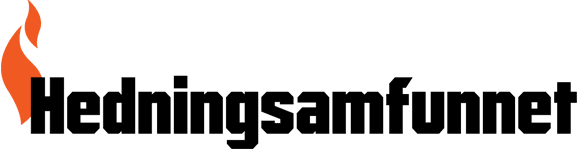
Logo DnH.

Det norske Hedningsamfunn oder auch nur Hedningsamfunnet oder DnH (deutsch: „Die norwegische Heidengesellschaft“) ist eine 1974 gegründete atheistisch-laizistische Organisation, deren Hauptziel darin besteht, die christlichen Einflüsse und den Einfluss der Norwegischen Kirche in Norwegen zu reduzieren. Sie setzt sich auch für eine Trennung von Staat und Kirche ein.
Die DnH beschreibt sich selbst als humanistisch atheistische/antitheistische Befreiungsbewegung. Neben der Bekämpfung des Einflusses des Christentums in Norwegen will sie auch die muslimischen Einflüsse minimieren. Nach eigener Darstellung will sie die Religion nicht beseitigen, sondern setzt sich für die Religionsfreiheit ein. Dabei fällt die Organisation immer wieder durch provokante Aktionen auf, mit denen sie teilweise in Konflikt mit dem sogenannten „Blasphemie-Paragraphen“ (§ 142) des norwegischen Strafgesetzbuches kommt, welcher es unter Strafe stellt, auf beleidigende Art und Weise seine Verachtung für jegliche religiöse Glaubensrichtung, für deren Lehren oder für die Religionsausübung aller rechtmäßig in Norwegen existierenden Glaubensgemeinschaften auszudrücken.

## Geschichte
Die Idee zur Hedningsamfunn hatten im Januar 1973 die zwei Autoren der gegenkulturellen Zeitschrift „Ett Blad“ Sigurd Hasle und Espen S. Ore in Oslo. Am 20. Januar 1973 reichten sie dazu einen Antrag beim Justizministerium ein, um den Namen Det norske Hedningsamfunn als ersten Schritt zur von ihnen geplanten Gemeinschaft eintragen zu lassen. Da zu dem damaligen Zeitpunkt noch keine Mitglieder und auch kein Glaubensinhalt genannt werden konnten, lehnte das Ministerium die Eintragung ab, woraufhin Hasle und Ore ihre Bemühungen um die DnH bis zum Frühjahr 1974 unterbrachen. 1974 gaben die beiden Gründer eine Pressemitteilung heraus, in der sie die Gründung der „Hedningsamfunn“ mitteilten, auch wenn dies formell noch nicht stattgefunden hatte. Am 2. November 1974 fand dann mit rund 60 Mitgliedern die erste Sitzung statt. Zu den wichtigsten Mitgliedern gehörten damals Kjetil Wiedswang, Terje Olerud (jetzt Tjere Emberland) und Audun Eckhoff. Der erste Vorsitzende wurde Auduns Bruder Dagfinn Eckhoff. Der Vater der beiden, der Übersetzer und Norsk-rikskringkasting-Mitarbeiter Erik Eckhoff, war von 1974 bis 2000 Pressesprecher der Organisation. Die Organisation beruht stark auf der Arbeit der Familie Eckhoff, in deren Wohnhaus sich auch das Büro der DnH befindet.

### Aktionen
- 1975: Proteste gegen die norwegische Kirche, nachdem bekannt wurde, dass sie Exorzismus durchgeführt hatte.
- 1977: Proteste gegen die Missionsstiftung Troens Bevis, deren Gründer Aril Edvardsen, und sympathisierenden Politikern.
- 1978: Protest/Störung eines Gottesdienstes in der Slottskapellet. Dies wurde getan, um den Studenten Jan P. Hagberg mit seinen Aussagen zu konfrontieren, die er in der norwegischen Studentenzeitung Universitas getätigt hatte.
- 1980 und 81: Untersuchung unter der Leitung der DnH um die niedrigen Besucherzahlen der Gottesdienste in der norwegischen Kirche nachzuweisen.
- 1989: Beim Papstbesuch in Oslo veranstaltete die DnH eine „Katolsk varemesse“, wo sie Reliquien verkauften.
- 1995: Bei den Feierlichkeiten zum 1000-jährigen Jubiläum der Christianisierung Norwegens in der ältesten Steinkirche Norwegens, der Moster gamle kirke störte die DnH den Gottesdienst und Trug eine Fahne in die Kirche mit der Aufschrift «1000 år er mer enn nok!» (dt.: 1000 Jahre sind mehr als genug!).
- 2000: Eine offizielle Erlaubnis von den Dächern der Statt „Gott existiert nicht“ zu rufen bekam die Organisation im Jahr 2000 durch die Osloer Stadtverwaltung, da diese auch einer Moschee der World Islamic Mission erlaubt hatte, den Adhān auszurufen.[3]

## Veröffentlichungen
Zwischen 1975 und 1987 veröffentlichte Hedningsamfunnet die Zeitung „Tro DET“. Zusammen mit dem Religionskritisk Forlag veröffentlichten sie 1982 die satirische, blasphemische Comicserie Jesus Kristus & Co, welche jedoch nur vier Ausgaben umfasste. Für die Comics wurde die DnH vom Frauenzweig der Kristelig Folkeparti angeklagt. Inge Lønning, der zu dem Fall ein Gutachten verfasst hatte, bezeichnete die Comics zwar als große Gotteslästerung, riet aber von einer Aufrechterhaltung der Anklage ab, da eine Verurteilung dem Verlag und der DnH nur helfen würde ihre „höhnischen und kränkenden Schriften“ weiterzuverbreiten. Die Anklage wurde daher wenig später wieder fallen gelassen.

## Vorsitzende
- 1974–78: Dagfinn Eckhoff
- 1978–79: Terje Sværd
- 1979–80: Tom Egil Berland
- 1980–83: Harald Fagerhus
- 1983–91: Dagfinn Eckhoff
- 1991–92: kein Vorsitzender
- 1992–93: ? (Stellvertretender Vorsitzender: Erlend Bronken)
- 1993–94: Harald Fagerhus
- 1994–97: Halvor Raknes Johansen
- 1997–99: Harald Fagerhus
- 1999–02: Alastair Grant Mackenzie
- 2002–03: kein Vorsitzender
- 2003–07: Harald Fagerhus
- 2007–08: Morten Rølling
- 2008:    Dagfinn Eckhoff (Übergangsvorsitzender durch eine Abstimmung im Mai)
- seit 2008:   Dagfinn Eckhoff

## Ehrenmitglieder
- Andreas Edwien
- Dagfinn Eckhoff
- Ronnie Johanson
- Harald Fagerhus
- Terje Sværd

## Auszeichnungen

### „Kristendummen“
Seit 1994 verleiht die Organisation den Anti-Preis „Kristendummen“ (deutsch etwa: „der Christendummkopf“). Der Preis wird in unregelmäßigen Abständen an Personen verliehen, die durch besonders positive Äußerungen über das Christentum auf sich aufmerksam machten.
| Jahr | Preisträger                   | Grund |
| ---- | ----------------------------- | --- |
| 1994 | Vetle Lid Larssen (Autor)     | Für folgende Aussage im Dagbladet: “Enhver som kan lese, vil ved selvsyn kunne konstatere at det nye testamentet inneholder et eksplosivt kjærlighets- og nestekjærlighetsbudskap.” „Wer lesen kann, wird mit eigenen Augen sehen können, dass das Neue Testament eine explosive Botschaft der Liebe und Nächstenliebe enthält“ |
| 1999 | Geir Børresen (Schauspieler)  | Für die Aussage im Krigsropet, dass… … Jesus var blitt sann for ham etter at han hadde lest fra juleevangeliet på Jesu fødested under en pilegrimsreise til Det hellige land. … Jesus für ihn wirklich gewesen ist, nachdem er in der Weihnachtsgeschichte von Jesu Geburtsort während einer Pilgerreise ins Heilige Land gelesen hatte. |
| 2000 | Gunnar Rosenlund (Kaufmann)   | for å ha erklært autentisiteten av likkledet i Torino basert på beviser i form av nøytrinostråling. dafür, dass er die Echtheit des Turiner Grabtuches auf Grund von Beweisen aus der Neutrinostrahlung erklärt hat. |
| 2002 | Hans Fredrik Dahl (Professor) | für folgende Aussagen im Dagbladet: «Åpenbaringer er så avgjort verd å lytte til, ja, de er og blir vårt sikreste grunnlag for innsikt i tilværelsens hemmeligheter. Hvor ville vår sivilisasjon stått i dag uten Johannes’ åpenbaring på Patmos?» „Die Offenbarungen sind es wirklich wert, auf sie zu hören, ja, sie sind und bleiben die sicherste Grundlage für die Einsicht in die Geheimnisse des Daseins. Wo würde die Zivilisation heute ohne die Offenbarung des Johannes auf Patmos stehen?“ |
| 2003 | Hans Kvalbein (Professor)     | for å imøtegå Aril Edvardsens påstand om at de nye amerikanske passene er bevis på at Dyret i Åpenbaringen har trådt fram. Kvalbein påpekte at merket skulle settes i pannen og på hånden, ikke i et pass. für seine Entgegnung auf die Behauptung von Aril Edvardsen, dass die neuen amerikanischen Pässe ein Beweis dafür seien, dass das Tier in der Offenbarung hervorgekommen sei. Kvalbein wies darauf hin, dass die Markierung auf die Stirn und auf die Hände gezeichnet werde und nicht in einen Pass. |
| 2004 | Nina Karin Monsen (Autorin)   | for sin støtte til at offentlige norske barnehager bør benyttes til opplæring i kristen tro. für ihre Unterstützung, dass die norwegischen staatlichen Kindergärten dazu verwendet werden sollten, den christlichen Glauben zu lehren. |
| 2005 | Ole D. Hagesæther (Bischof)   | for at han tar til etterretning vekkelsespredikanten Svein-Magne Pedersens påstand om at han har helbredet 40 000-50 000 mennesker. Hagesæther mener predikanten har gått over streken da han ved to anledninger har forsøkt å gjenoppvekke døde. dass er die Behauptung des Erweckungspredigers Svein-Magne Pedersen, er habe 40 - 50 000 Menschen geheilt, als Nachricht berichtet. Hagesæther meint, dass der Prädikant die Grenze überschritten habe, als er bei zwei Gelegenheiten versuchte, Tote aufzuwecken. |
| 2006 | Jan-Aage Torp (Pfarrer)       | for å reagere på at Naturhistorisk Museum i Oslo har laget en utstilling om homoseksualitet i dyreriket og mener at dyrene heller bør få hjelp til å bli av med slik perversjon. für dessen Reaktion auf eine Ausstellung des Naturhistorischen Museums in Oslo über Homosexualität im Tierreich. Er meint, dass die Tiere eher Hilfe bräuchten, von solcher Perversion loszukommen. |
| 2008 | Erlend Loe (Autor)            | für ein Interview in „Vårt Land“ [Unser Land],… … hvor han sier om kristne verdier at «Jeg har ingen problemer med dem før de blir fordømmende. Når jeg tenker på Jesus, ser jeg ren og skjær humanisme. Hvor de har fått den fordømmende kristendommen fra, er for meg en gåte. Disse levereglene man prøver å presse på andre, ser jeg på med forakt og avsky. Hvis noen har problemer med at to menn elsker hverandre, eller to kvinner, er det deres problem». … wo er über die christlichen Werte sagt, dass „Ich keine Probleme damit habe, bevor sie verurteilend werden. Wenn ich an Jesus denke, sehe ich einen reinen und klaren Humanismus. Wo die das verurteilende Christentum herhaben, ist mir ein Rätsel. Zu versuchen, diese Lebensregeln anderen aufzuzwingen, sehe ich mit Verachtung und Abscheu. Wenn jemand Probleme damit hat, dass zwei Männer einander lieben, oder zwei Frauen, so ist das dessen Problem.“ |

### „Æreshedninger“

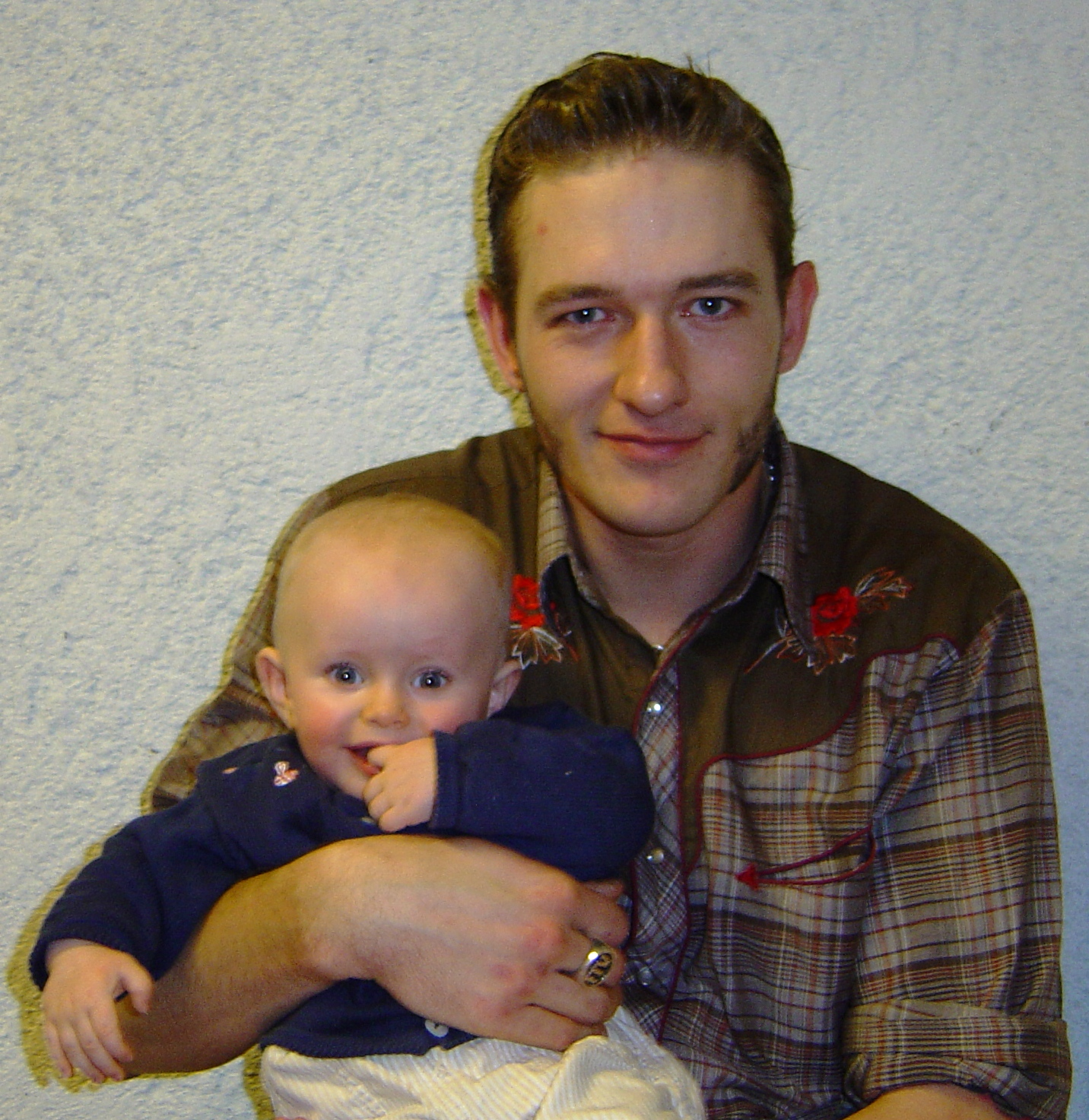
Kristopher Schau

Im Jahr 2007 führte die Organisation den Preis des „Æreshedninger“ (dt.: Ehrenhedninger = Ehrenheide) ein. Er wird an Personen verliehen, die auf sich in besonderem Maße religionskritisch äußeren, ohne selbst Mitglied der Hedningsamfunn zu sein.
Im selben Jahr, 2007, wurde der Preis an die Produzenten der religionskritischen Sendung De syv dødssyndene, Kristopher Schau, Øystein Karlsen und Morten Ståle Nilsen verliehen.